# Любовник леди Чаттерлей (фильм, 1981)
«Любовник леди Чаттерлей» (англ. Lady Chatterley's Lover) — художественный фильм 1981 года режиссёра Жюста Жакена, экранизация одноименного романа Дэвида Герберта Лоуренса.

## Сюжет
В основе картины лежит скандально известное произведение британского романиста Д. Г. Лоуренса «Любовник леди Чаттерлей». На экране — классический любовный треугольник: молодая, красивая жена, муж-инвалид и угрюмый, даже несколько злобный лесник, приглядывающий за поместьем.
В 1917 году Констанция Рейд, двадцатидвухлетняя девушка, дочь известного в своё время художника Королевской академии сэра Малькома Рейда, выходит замуж за баронета Клиффорда Чаттерлея. Счастье Констанции Чаттерлей было недолгим. Через полгода после свадьбы её молодой муж Клиффорд в результате полученного в бою ранения превратился в полупарализованного инвалида, прикованного к коляске. Супружеская жизнь для Констанции свелась к совместным трапезам, многочасовым разговорам, чтению вслух и одиночеству в постели.
В 1920 году Клиффорд и Констанция возвращаются в имение Рэгби — родовое имение Чаттерлеев. Несмотря на инвалидность мужа, Конни (так ласково называл жену Чаттерлей) любит его и готова ухаживать за ним и сохранять ему верность, но он, понимая, что для молодой женщины жизнь без секса может быть затруднительной, благородно разрешает ей завести любовника в том случае, если найдётся подходящая кандидатура. Сэр Клиффорд даже согласен дать ребёнку своё имя, если жена забеременеет.
Во время одной из прогулок Клиффорд знакомит Конни с их новым егерем, Оливером Меллорсом. Конни любит гулять в лесу, и поэтому время от времени происходят её случайные встречи с егерем, способствующие возникновению взаимного интереса. Считая это чисто сексуальным увлечением, Констанция поначалу с ним предаётся всё более изысканным сексуальным экспериментам. Однако после длинного отпуска Констанция понимает, что она испытывает к Оливеру настоящую любовь. С согласия своего мужа сэра Клиффорда Констанция беременеет от егеря и хочет выдать ребёнка за наследника сэра Клиффорда.

## В ролях
- Сильвия Кристель — леди Констанция (Конни) Чаттерлей
- Шейн Брайант — сэр Клиффорд Чаттерлей
- Николас Клэй — Оливер Меллорс, любовник леди Чаттерлей
- Энн Митчелл — Айви Болтон
- Элизабет Сприггс — леди Ева
- Паскаль Риво — Хильда
- Питер Беннетт — Филд, дворецкий
- Энтони Хэд — Антон
- Фрэнк Мури — священник
- Бесси Лав — Флора
- Джон Тьюман — Робертс
- Майкл Хьюстон
- Фран Хантер — Мейд
- Райан Майкл — жиголо
- Марк Коллеано — жиголо